# Liga Futsal de 2013
A Liga Futsal de 2013 é a décima oitava edição do campeonato brasileiro da modalidade. Dezenove equipes participam da competição, disputada em cinco fases.

## Regulamento
O regulamento usado é:

### Primeira fase (classificatória)
Os 19 clubes jogarão entre si em turno único em chave única, classificando para a 2ª fase (eliminatória) os 16 melhores;

#### Critérios de Desempate
Caso duas ou mais equipes terminarem empatadas na soma de pontos ganhos, os critérios de desempate a serem aplicados serão:
1. Maior número de vitórias na fase;
2. Maior saldo de gols na fase;
3. Maior número de gols assinalados na fase;
4. Menor número de gols sofridos na fase;
5. Menor número de cartões vermelhos recebidos na fase;
6. Menor número de cartões amarelos recebidos na fase;
7. Sorteio.

### Segunda fase (eliminatória)
As equipes se dividem em 4 grupos de quatro times, que jogarão entre si em rodízio duplo (ida e volta). O critério para formação dos grupos é:
- Grupo A: 1º, 8º, 12º e 16º colocado;
- Grupo B: 2º, 7º, 11º e 15º colocado;
- Grupo C: 3º, 6º, 10º e 14º colocado;
- Grupo D: 4º, 5º, 9º e 13º colocado.

Ao final da fase, estarão classificadas à terceira fase (quartas de final) as duas primeiras colocadas dos grupos A, B, C e D.

#### Critérios de Desempate
Caso duas ou mais equipes terminarem empatadas na soma de pontos ganhos, os critérios de desempate a serem aplicados serão:
1. Confronto direto da fase;
2. Maior número de vitórias na fase;
3. Maior saldo de gols na fase;
4. Maior número de gols assinalados na fase;
5. Menor número de gols sofridos na fase;
6. Colocação na primeira fase (classificatória).

Caso três ou mais equipes terminarem empatadas, o critério "confronto direto da fase" não será utilizado.

### Terceira fase (quartas de final)
As equipes se dividem em 4 grupos de dois times, que jogarão em jogos de ida e volta, seguindo o seguinte critério:
- Grupo E:

1º jogo: 2º colocado do grupo D vs 1º colocado do grupo A;
2º jogo: 1º colocado do grupo A vs 2º colocado do grupo D.
- Grupo F:

1º jogo: 2º colocado do grupo C vs 1º colocado do grupo B;
2º jogo: 1º colocado do grupo B vs 2º colocado do grupo C.
- Grupo G:

1º jogo: 2º colocado do grupo B vs 1º colocado do grupo C;
2º jogo: 1º colocado do grupo C vs 2º colocado do grupo B.
- Grupo H:

1º jogo: 2º colocado do grupo A vs 1º colocado do grupo D;
2º jogo: 1º colocado do grupo D vs 2º colocado do grupo A.
Ao final da fase, estarão classificadas à quarta fase (semifinais) as equipes que terminaram com duas vitórias ou uma vitória e um empate. No caso de dois empates ou vitórias alternadas, haverá uma prorrogação de 10 minutos no 2º jogo. Se persistir o empate na prorrogação estará classificada a equipe com a melhor campanha na primeira fase (classificatória).

### Quarta fase (semifinais)
As equipes se dividem em 2 grupos de dois times, que jogarão em jogos de ida e volta, seguindo o seguinte critério:
- Grupo I:

1º jogo: 4º colocado no Índice Técnico vs 1º colocado no Índice Técnico;
2º jogo: 1º colocado no Índice Técnico vs 4º colocado no Índice Técnico.
- Grupo J:

1º jogo: 3º colocado no Índice Técnico vs 2º colocado no Índice Técnico;
2º jogo: 2º colocado no Índice Técnico vs 3º colocado no Índice Técnico.
Ao final da fase, estarão classificadas à quinta fase (finais) as equipes que terminaram com duas vitórias ou uma vitória e um empate. No caso de dois empates ou vitórias alternadas, haverá uma prorrogação de 10 minutos no 2º jogo. Se persistir o empate na prorrogação estará classificada a equipe com a melhor campanha na primeira fase (classificatória).

### Quinta fase (finais)
Os dois classificados da fase anterior se enfrentarão em duas partidas, sendo que o clube que teve melhor campanha no somatório das fases anteriores terá preferência na escolha de mando de campo. Caso o empate persista, haverá uma prorrogação de 10 minutos no 2º jogo. Se persistir o empate na prorrogação será proclamada campeã a equipe com o melhor índice técnico geral.

## Participantes
Participantes da Liga Futsal de 2013.
| Equipe                            | Cidade                  | Estado | Em 2012  | Ginásio (mando)             | Capacidade               | Títulos                    |
| --------------------------------- | ----------------------- | ------ | -------- | --------------------------- | ------------------------ | -------------------------- |
| ADC Intelli/Orlândia              | Orlândia                | SP     | 1º       | Maurício Leite de Moraes    | 800                      | 1 (2012)                   |
| Assoeva/Unisc/ALM/Venax           | Venâncio Aires          | RS     | 12º      | Parque do Chimarrão         | 5 000                    | 0 (não possui)             |
| Atlântico/Apti/Uri/Erechim        | Erechim                 | RS     | 10º      | Ginásio do CER Atlântico    | 3 500                    | 0 (não possui)             |
| Carlos Barbosa                    | Carlos Barbosa          | RS     | 3º       | Sérgio Luiz Guerra          | 5 000                    | 4 (2001, 2004, 2006, 2009) |
| Muffatão/Fag/Mion/Cascavel        | Cascavel                | PR     | N/A      | Sérgio Mauro Festugatto     | 3 500                    | 0 (não possui)             |
| Concórdia/Umbro/Passarela         | Concórdia               | SC     | 20º      | Centro de Eventos Concórdia | 2 800                    | 0 (não possui)             |
| Copagril/SempreVida               | Marechal Cândido Rondon | PR     | 9º       | Ney Braga                   | 2 800                    | 0 (não possui)             |
| S. C. Corinthians Paulista        | São Paulo               | SP     | 4º       | Parque São Jorge            | 6 834                    | 0 (não possui)             |
| Floripa Futsal                    | Florianópolis           | SC     | 11º      | Rozendo Lima Vasconcelos    | 1 800                    | 0 (não possui)             |
| Poker/Agrária/Guarapuava          | Guarapuava              | PR     | N/A      | Joaquim Prestes             | 3 700                    | 0 (não possui)             |
| Csm/Pré-Fabricar/Jaraguá          | Jaraguá do Sul          | SC     | 5º       | Arena Jaraguá               | 8 500                    | 4 (2005, 2007, 2008, 2010) |
| Krona Futsal                      | Joinville               | SC     | 2º       | Centreventos Cau Hansen     | 4 000                    | 0 (não possui)             |
| Oppnus/Maringá                    | Maringá                 | PR     | 17º      | Chico Neto                  | 4 200                    | 0 (não possui)             |
| Cia do Terno/Minas                | Belo Horizonte          | MG     | 16º      | Arena Vivo                  | 3 600                    | 0 (não possui)             |
| A. D. São Bernardo                | São Bernardo do Campo   | SP     | N/A      | Adib Moyses Dib             | 5 700                    | 0 (não possui)             |
| São Caetano/Construban            | São Caetano do Sul      | SP     | 14º      | Joaquim Cambaúva Rabello    | 1 300                    | 0 (não possui)             |
| São José Futsal/Vale Sul Shopping | São José dos Campos     | SP     | 6º       | Tênis Clube                 | 2 500                    | 0 (não possui)             |
| Suzano/São Paulo/Penalty[SUZ]     | Suzano e São Paulo      | SP     | 8º e 13º | Roberto David               | 1 000[carece de fontes?] | 0 (não possui)             |
| Oi/Oppnus/Penalty/Umuarama        | Umuarama                | PR     | 18º      | Amário Vieira da Costa      | 4 500                    | 0 (não possui)             |

- SUZ. ^  Suzano e São Paulo jogaram a Liga Futsal de 2012 como duas equipes diferentes. Em 2013, fizeram uma parceria e jogaram a Liga Futsal como uma única equipe.

## Primeira fase
Atualizado: 25 de junho de 2013
[1]
|    | Time             | Pts | J  | V  | E | D  | GP | GC | SG  | Cartões amarelos | Cartões vermelhos | %     |
| -- | ---------------- | --- | -- | -- | - | -- | -- | -- | --- | ---------------- | ----------------- | ----- |
| 1  | Krona            | 47  | 18 | 15 | 2 | 1  | 64 | 34 | 30  | 33               | 2                 | 87,04 |
| 2  | Corinthians      | 41  | 18 | 12 | 5 | 1  | 53 | 28 | 25  | 32               | 1                 | 75,93 |
| 3  | Jaraguá          | 35  | 18 | 10 | 5 | 3  | 45 | 27 | 18  | 23               | 1                 | 64,81 |
| 4  | ADC Intelli      | 33  | 18 | 10 | 3 | 5  | 59 | 43 | 16  | 37               | 7                 | 61,11 |
| 5  | Umuarama         | 29  | 18 | 9  | 2 | 7  | 48 | 38 | 10  | 31               | 3                 | 53,70 |
| 6  | Assoeva          | 28  | 18 | 7  | 7 | 4  | 54 | 48 | 6   | 32               | 3                 | 51,85 |
| 7  | Carlos Barbosa   | 27  | 18 | 8  | 3 | 7  | 43 | 38 | 5   | 26               | 0                 | 50,00 |
| 8  | Minas            | 27  | 18 | 8  | 3 | 7  | 54 | 55 | -1  | 21               | 5                 | 50,00 |
| 9  | Copagril         | 27  | 18 | 7  | 6 | 5  | 52 | 41 | 11  | 25               | 3                 | 50,00 |
| 10 | Concórdia        | 26  | 18 | 6  | 8 | 4  | 44 | 38 | 6   | 32               | 6                 | 48,15 |
| 11 | Atlântico        | 24  | 18 | 6  | 6 | 6  | 46 | 45 | 1   | 35               | 5                 | 44,44 |
| 12 | Cascavel         | 23  | 18 | 6  | 5 | 7  | 47 | 48 | -1  | 35               | 1                 | 42,59 |
| 13 | Guarapuava       | 23  | 18 | 6  | 5 | 7  | 41 | 53 | -12 | 37               | 5                 | 42,59 |
| 14 | São José         | 20  | 18 | 4  | 8 | 6  | 25 | 29 | -4  | 29               | 3                 | 37,04 |
| 15 | Maringá          | 19  | 18 | 5  | 4 | 9  | 32 | 44 | -12 | 30               | 2                 | 35,19 |
| 16 | Florianópolis    | 18  | 18 | 4  | 6 | 8  | 45 | 55 | -10 | 30               | 3                 | 33,33 |
| 17 | Suzano/São Paulo | 13  | 18 | 3  | 4 | 11 | 44 | 53 | -9  | 40               | 2                 | 24,07 |
| 18 | São Bernardo     | 7   | 18 | 2  | 1 | 15 | 21 | 67 | -46 | 19               | 2                 | 12,96 |
| 19 | São Caetano      | 3   | 18 | 0  | 3 | 15 | 30 | 63 | -33 | 32               | 8                 | 5,58  |

|  | Classificado para o Grupo A |  | Classificado para o Grupo B |  | Classificado para o Grupo C |  | Classificado para o Grupo D |  | Eliminados |

## Segunda fase

### Grupo A
|   | Time          | Pts | J | V | E | D | GP | GC | SG  |    |   |
| - | ------------- | --- | - | - | - | - | -- | -- | --- | -- | - |
| 1 | Krona         | 14  | 6 | 4 | 2 | 0 | 17 | 9  | 8   | 8  | 0 |
| 2 | Cascavel      | 9   | 6 | 3 | 0 | 3 | 17 | 17 | 0   | 11 | 2 |
| 3 | Minas         | 9   | 6 | 2 | 3 | 1 | 19 | 12 | 7   | 10 | 0 |
| 4 | Florianópolis | 1   | 6 | 0 | 1 | 5 | 8  | 23 | -15 | 17 | 0 |

### Grupo B
|   | Time           | Pts | J | V | E | D | GP | GC | SG  |    |   |
| - | -------------- | --- | - | - | - | - | -- | -- | --- | -- | - |
| 1 | Corinthians    | 13  | 6 | 4 | 1 | 1 | 18 | 11 | 7   | 12 | 0 |
| 2 | Carlos Barbosa | 9   | 6 | 2 | 3 | 1 | 17 | 12 | 5   | 10 | 0 |
| 3 | Maringá        | 8   | 6 | 2 | 2 | 2 | 16 | 15 | 1   | 11 | 1 |
| 4 | Atlântico      | 2   | 6 | 0 | 2 | 4 | 11 | 24 | -13 | 9  | 2 |

### Grupo C
|   | Time      | Pts | J | V | E | D | GP | GC | SG  |    |   |
| - | --------- | --- | - | - | - | - | -- | -- | --- | -- | - |
| 1 | Concórdia | 12  | 6 | 4 | 0 | 2 | 19 | 12 | 17  | 14 | 0 |
| 2 | Jaraguá   | 10  | 6 | 3 | 1 | 2 | 17 | 11 | 6   | 9  | 0 |
| 3 | Assoeva   | 10  | 6 | 3 | 1 | 2 | 13 | 16 | -3  | 10 | 0 |
| 4 | São José  | 2   | 6 | 0 | 2 | 4 | 10 | 20 | -10 | 16 | 1 |

### Grupo D
|   | Time        | Pts | J | V | E | D | GP | GC | SG |    |   |
| - | ----------- | --- | - | - | - | - | -- | -- | -- | -- | - |
| 1 | ADC Intelli | 13  | 6 | 4 | 1 | 1 | 14 | 4  | 10 | 2  | 1 |
| 2 | Copagril    | 9   | 6 | 2 | 3 | 1 | 7  | 9  | -2 | 10 | 0 |
| 3 | Umuarama    | 7   | 6 | 1 | 4 | 1 | 7  | 9  | -2 | 5  | 2 |
| 4 | Guarapuava  | 2   | 6 | 0 | 2 | 4 | 4  | 10 | -6 | 13 | 1 |

## Fase eliminatória
|  | Quartas-de-final | Quartas-de-final | Quartas-de-final |   |             | Semifinais | Semifinais | Semifinais |  |             | Final | Final | Final |
|  |                  |                  |                  |   |             |            |            |            |  |             |       |       |       |
|  | Cascavel         | 4                | 1 (1)            |   |             |            |            |            |  |             |       |       |       |
|  | ADC Intelli      | 1                | 3 (1)            |   |             |            |            |            |  |             |       |       |       |
|  | ADC Intelli      | 1                | 3 (1)            |   | ADC Intelli | 3          | 2          |            |  |             |       |       |       |
|  |                  |                  |                  |   | ADC Intelli | 3          | 2          |            |  |             |       |       |       |
|  |                  | Corinthians      | 1                | 0 |             |            |            |            |  |             |       |       |       |
|  | Corinthians      | Corinthians      | 1                | 0 | 5           | 2          |            |            |  |             |       |       |       |
|  | Corinthians      |                  |                  |   | 5           | 2          |            |            |  |             |       |       |       |
|  | Jaraguá          | 4                | 2                |   |             |            |            |            |  |             |       |       |       |
|  | Jaraguá          | 4                | 2                |   |             |            |            |            |  | ADC Intelli | 2     | 2     |       |
|  |                  |                  |                  |   |             |            |            |            |  | ADC Intelli | 2     | 2     |       |
|  |                  | Concórdia        | 1                | 2 |             |            |            |            |  |             |       |       |       |
|  | Concórdia        | Concórdia        | 1                | 2 | 4           | 3          |            |            |  |             |       |       |       |
|  | Concórdia        |                  |                  |   | 4           | 3          |            |            |  |             |       |       |       |
|  | Carlos Barbosa   | 3                | 3                |   |             |            |            |            |  |             |       |       |       |
|  | Carlos Barbosa   | 3                | 3                |   | Concórdia   | 2          | 7          |            |  |             |       |       |       |
|  |                  |                  |                  |   | Concórdia   | 2          | 7          |            |  |             |       |       |       |
|  |                  | Krona            | 2                | 4 |             |            |            |            |  |             |       |       |       |
|  | Krona            | Krona            | 2                | 4 | 4           | 5          |            |            |  |             |       |       |       |
|  | Krona            |                  |                  |   | 4           | 5          |            |            |  |             |       |       |       |
|  | Copagril         | 2                | 1                |   |             |            |            |            |  |             |       |       |       |
|  | Copagril         | 2                | 1                |   |             |            |            |            |  |             |       |       |       |

### Final
Ida
| 11 de novembro | Concórdia | 1 – 2     | ADC Intelli                | Centro de Eventos Concórdia, Concórdia |
| 19:00          | Pito 8'   | Relatório | Sinoê 9' · César Paulo 19' | Árbitro: PR Michel Jean Bonnaud (FIFA) Árbitro 2: RJ Marcos Henrique Fonseca Reis Anotador: SC Fabrício José da Purificação Cronometrista: SC Marcos Antonio Neres Representante: SC João Antonio da Silva |

Volta
| 17 de novembro | ADC Intelli               | 2 – 2     | Concórdia        | Arena João Mambrini, São Sebastião do Paraíso |
| 14:00          | Vinícius 19' · Falcão 36' | Relatório | Biel 8' · Dé 22' | Árbitro: MG Alexandre Campos (FIFA) Árbitro 2: RS Emerson Silveira dos Santos Anotador: SP Nivaldo Pimenta Oliveira Lança Cronometrista: SP Rodrigo Boldi França Representante: SP Sérgio Sanches |

## Premiação
| Campeão da Liga Futsal 2013      |
| -------------------------------- |
| ADC Intelli/Orlândia (2º título) |